# Најдан Пашић
Најдан Пашић (Скопље, 28. јун 1922 — Београд, 10. март 1997) био је српски правник, политиколог и универзитетски професор. Он је био директор Института друштвених наука, редовни професор и декан Факултета политичких наука Универзитета у Београду у два мандата, судија и председник Уставног суда Србије, главни уредник НИН-а, као и члан Председништва Социјалистичке Републике Србије.

## Биографија
Пашић је рођен у Скопљу 1922. године. Похађао је Трећу мушку гимназију у Београду и још тада је почео да чита дела Слободана Јовановића, Светозара Марковића, Веселина Маслеше. Након ослобођења Београда 1944. године, писао је за нови омладински лист Млади борац, а мајка и сестра су радиле као надничарке на брању кукуруза у Срему.
Дипломирао је 1949. године на Правном факултету Универзитета у Београду. Студије је наставио на Институту друштвених наука, где су му предавачи били Моша Пијаде (Историја Комунистичке партије Југославије), Вељко Влаховић (Историја СКПБ), Максимилијан Баће, Борис Кидрич...
За часопис "Наша стварност" је почео да пише на позив главног и одговорног уредника Милентија Поповића. Из овог листа је касније настао НИН, чији је први број изашао 7. јануара 1951. године, а Пашић је био један од његових оснивача и првих уредника.
На основу решења Државног секретаријата за иностране послове ФНР Југославије од 24. септембра 1953. године, дотадашњи други секретар Државног секретаријата Најдан Пашић је распоређен на дужност шефа Одељења за информације при амбасади ФНРЈ у Лондону. Докторирао је на Правном факултету Универзитета у Београду 1956. године и запослио се као хонорарни предавач, док се још налазио при амбасади у Лондону.
Изабран је за ванредног професора Високе школе политичких наука у Београду 1960. године, а 3. новембра 1962. године је изабран за редовног професора на предмету "Упоредни политички системи". Наставио је да предаје и када је школа прерасла у Факултет политичких наука, који је прикључен Универзитету у Београду. На месту декана ФПН-а је био од 15. септембра 1973. до 30. септембра 1975. године.
Решењем Савезног извршног већа које је потписао потпредседник Александар Ранковић, постављен је за директора Института друштвених наука 18. јуна 1963. године.
На месту члана Председништва СР Србије се налазио од 1974. до 1982. године.
У интервјуу за други програм Радио Београда од 7. јануара 1981. године, рекао је:
Треба критиковати и Савез комуниста. Уосталом, и има основа за критику. Рецимо, има разлога да се критикује начин на који Савез комуниста остварује ту своју руководећу улогу. Међутим, питање је да ли то треба чинити тражењем неке друге снаге која би преузела претпостављену руководећу улогу Савеза комуниста.

## Породични живот
Српски и југословенски политичар Никола Пашић, вишеструки председник Министарског савета Краљевине Србије и Југославије, био је стриц Најдана Пашића.
Кћерка Најдана Пашића је мајка Марка Ђурића, српског политичара и амбасадора Републике Србије у Вашингтону.

## Критике
На научном скупу „Допринос професора, доктора Најдана Пашића у утемељењу и развоју политичких наука у Србији“ који је одржан у мају 2018. године на Факултету политичких наука у Београду, декан проф. др Драган Симић је рекао:
Његову богату биографију обележава бављење политичком науком и оснивање овог факултета, али он је био још једна права, широка ренесансна личност, имајући у виду да се бавио новинарством, публицистиком, био врстан правник, бавио се и конкретном политиком и у финалу једне узбудљиве деценије његовог живота, негде од 55. године на овамо ка оснивању Факултета крунисао полагањем темеља научних темеља за оснивање нашег факултета.

## Награде и признања
- НИН-ова награда „Димитрије Туцовић“ за најбоље научно-публицистичко дело
- Октобарска награда

## Одабрана дела
- Социјализам и држава, Рад, 1958;
- Савремена држава, Култура, 1960;
- Теорија политичких система, Висока школа политичких наука, 1964;
- Политика и политичка теорија, Висока школа политичких наука, 1968;
- Национално питање у савременој епохи, Радничка штампа, 1973;
- Класе и политика, елементи марксистичке политичке науке, Рад, 1974;
- Упоредни политички системи, Институт за политичке студије Факултета политичких наука, 1976;
- Интереси, институције, идеологије, Институт за политичке студије Факултета политичких наука, 1977;
- Плурализам интереса и политички систем, Делта прес, 1978;
- Интереси и политички процес, конфликти и консензус у политичком одлучивању, Комунист, 1983;
- Организација политичког система социјалистичког самоуправљања, Институт за политичке студије, 1983;
- Разговори и расправе о политичком систему, Партизанска књига, 1986;
- Историјски фијаско система моноорганизационе хијерархије, године распада (1987-1992), ФПН, Унирекс, 1996.[5]